# Thomas Cup 2006/Qualifikation Ozeanien
Die Qualifikation zum Thomas Cup 2006 des ozeanischen Kontinentalverbandes fand vom 8. bis zum 9. Februar 2006 in Auckland statt. Neuseeland qualifizierte sich als Sieger für die Endrunde.

## Endstand
1. Neuseeland
2. Australien
3. Fidschi
4. Samoa

## Ergebnisse
- Neuseeland- Samoa 5:0
- Australien- Fidschi 5:0